# Tales (film)
Pour les articles homonymes, voir Tales (homonymie).
Pour plus de détails, voir Fiche technique et Distribution.
Tales (Ghesse-ha, قصه‌ها) est un film iranien coécrit, produit et réalisé par Rakhshan Bani-Etemad, sorti en 2014.
Le film est présenté en sélection officielle au festival international du film de Venise en 2014 où il obtient le Prix du meilleur scénario,.

## Fiche technique
- Titre : Tales
- Titre original : قصه‌ها (Ghesse-ha)
- Réalisation : Rakhshan Bani-Etemad
- Scénario : Rakhshan Bani-Etemad et Farid Mostafavi
- Production : Rakhshan Bani-Etemad
- Société de production : WXS Productions
- Photographie : Koohyar Kalari
- Montage : Sepideh Abdolvahab
- Musique : Siamak Kalantari
- Pays d'origine : Iran
- Genre : Drame
- Langue : persan
- Durée : 88 minutes
- Dates de sortie :
  -  Italie : 28 août 2014 (Mostra de Venise 2014)

## Distribution
- Habib Rezaei
- Mohammad Reza Forutan
- Mehraveh Sharifinia
- Golab Adineh
- Mehdi Hashemi
- Hassan Majooni
- Babak Hamidian
- Peyman Maadi

## Distinctions
- Mostra de Venise 2014 : Prix du meilleur scénario pour Rakhshan Bani-Etemad et Farid Mostafavi

### Sélections
- Festival international du film de Toronto 2014 : sélection « Contemporary World Cinema »
- Festival international du film de Venise 2014 : sélection officielle (en compétition)